# Acostaea
Acostaea – rodzaj roślin z rodzaju storczykowatych (Orchidaceae). Obejmuje 6 gatunków, które występują głównie na terenie czterech państw: Kolumbii, Ekwadoru, Panamy i Kostaryki. Wszystkie gatunki z tego rodzaju są bardzo małe. Warżka reaguje na dotyk, podnosząc się do góry w stronę prętosłupa, dzięki czemu owad jest chwilowo wychwytywany i zmuszany do zapylenia kwiatu. Wszystkie gatunki posiadają dwa pylniki.

## Systematyka
Rodzaj klasyfikowany jest do podrodziny epidendronowych (Epidendroideae), rodziny storczykowatych (Orchidaceae) należącej do rzędu szparagowców (Asparagales).
Wykaz gatunków
- Acostaea bicornis Luer
- Acostaea campylotyle P.Ortiz
- Acostaea costaricensis Schltr.
- Acostaea tenax Luer & R.Escobar
- Acostaea trilobata Luer
- Acostaea unicornis Luer